# Skippybal

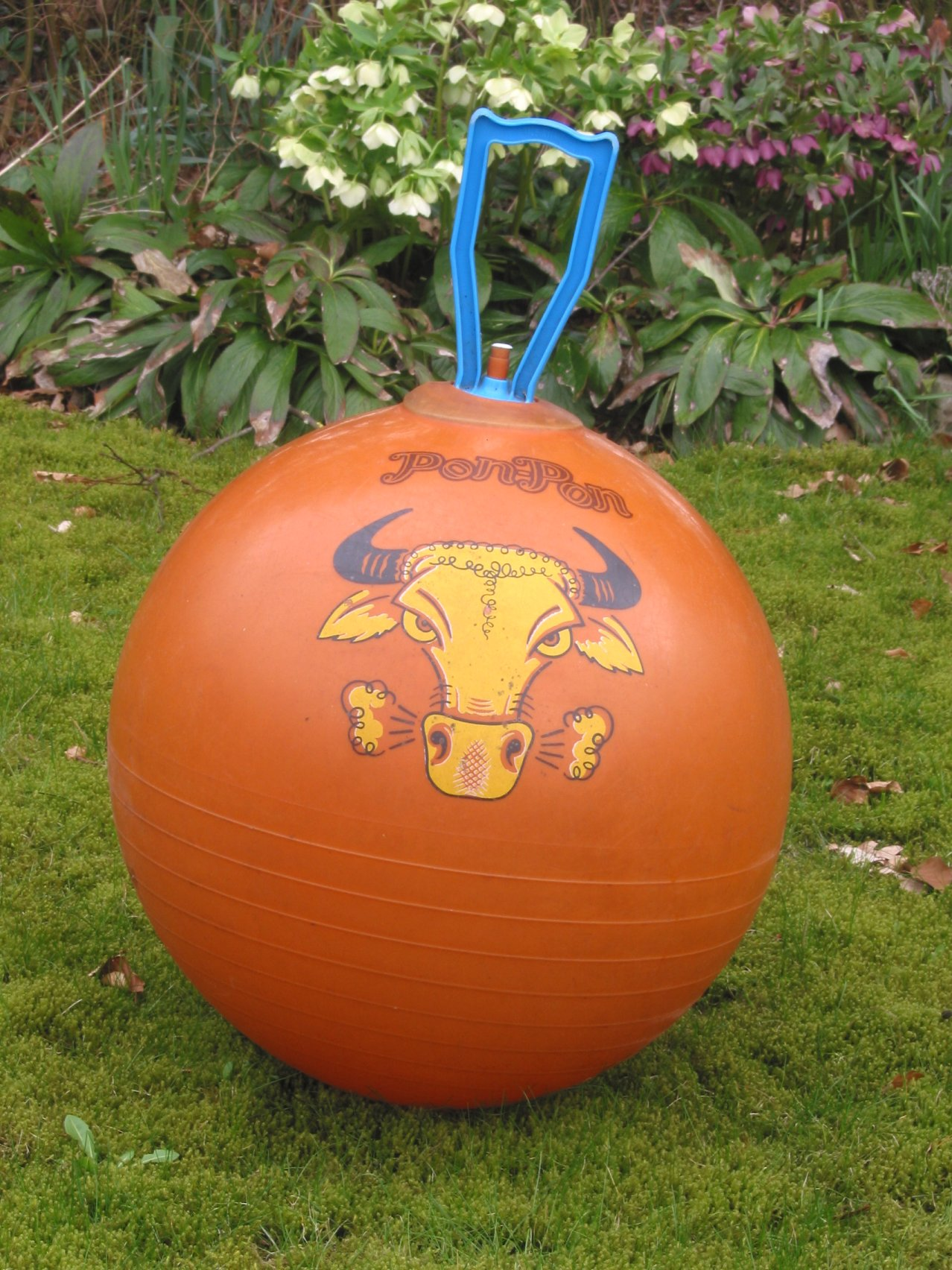
Skippybal

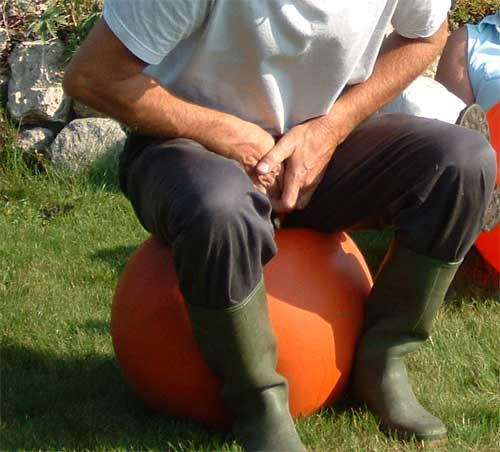
Skippybal, tussen de benen vastgehouden

Een skippybal is een grote pvc-bal met oorspronkelijk één maar ook wel met twee handvatten waarop men zich stuiterend kan voortbewegen. De bedoeling is dat de gebruiker op de bal gaat zitten en zich dan met twee voeten afzet tegen de grond om zich zo springend te verplaatsen, zich vasthoudend aan het handvat of de handvatten.

## Geschiedenis
De bal werd in de jaren zestig van de twintigste eeuw ontwikkeld door de Italiaan Aquilino Cosani (1924-2016), die de bal oorspronkelijk Pon-Pon noemde, naar het geluid dat de bal tijdens het stuiteren maakte. Het bedrijf waar Cosani werkte, Ledragomma, een fabrikant van rubberen speelgoedballen, koos voor een oranje pvc-bal. In mei 1969 diende Cosani een patentaanvraag in voor het productieproces van de skippybal en soortgelijke bolvormige objecten. De Nederlandse naam 'skippybal' is afgeleid van Skippy, het hoofdpersonage uit Skippy, the Bush Kangaroo.
De skippybal werd populair en was in veel speelgoedwinkels en bij veel tankstations te verkrijgen. Er bestaan wedstrijden met de skippybal, zoals het Nederlands kampioenschap Skippybal.
Het wereldrecord van de grootste groep mensen die tegelijk skippyballen werd op 23 maart 2013 gevestigd door 2943 mensen op initiatief van Eskom Holdings SOC Limited in Johannesburg (Zuid-Afrika).

## Soorten en gebruik
Behalve standaardmodel ballen met een of twee handvatten zijn er ook grotere formaten, Mega Skippyballen, gemaakt voor volwassenen in de maten 80, 100 en 120 cm, met handvat. Het zijn grote en extra sterke ballen om mee te skippyballen, skippyballenraces mee te houden en andere balspelen mee te doen of om te gebruiken bij fitnessoefeningen, fysiotherapie of zwangerschap. Het is belangrijk om dit attribuut zowel bij fitness als bij kinderspel veilig te gebruiken om blessures te voorkomen. Het kiezen van de juiste maat en model, het checken van de aanbevolen druk en slijtage is essentieel. Ook is uitleg hoe veilig te stuiteren en het gebruik van de handvatten vooral bij jongeren nodig.